# Fenilefrina
La fenilefrina, o neo-sinefrina, è un composto chimico di formula C9H13NO2 che in condizioni standard si presenta sotto forma di cristalli biancastri dal gusto amaro e inodori.

## Storia
L'azione della fenilefrina è stata descritta per la prima volta nella letteratura scientifica negli anni '30 e la Food and Drug Administration (FDA) ha approvato la fenilefrina nel 1939.

## Caratteristiche strutturali e fisiche
Si tratta di una molecola strutturalmente simile ad una catecolamina, inoltre la struttura chimica della fenilefrina è strettamente correlata a quella dell'adrenalina e dell'efedrina. La fenilefrina appartiene alla classe delle feniletanolamine ed è un (1R)-2-(metilamino)-1-feniletan-1-olo con un gruppo idrossile aggiuntivo in posizione 3 sull'anello fenilico.
Il composto è liberamente solubile in acqua e, nella forma cloridrata, nella glicerina. L'esposizione prolungata all'aria o alla luce intensa può causare ossidazione e discolorazione.
| N. di atomi pesanti                          | 12                    |
| N. di donatori di legami a idrogeno          | 3                     |
| N. di accettori di legami a idrogeno         | 3                     |
| N. di elementi stereogenici atomici definiti | 1                     |
| N. di legami ruotabili                       | 3                     |
| Massa monoisotopica                          | 167,094628657 u       |
| Superficie polare                            | 52,5 Å²               |
| Sezione d'urto                               | 138.,7 Å² [M-H]-      |
| Potere rotatorio                             | -46,2°/-47,2° a 25 °C |

## Sintesi
Il composto può essere sintetizzato mediante la reazione del m-idrossifenacil bromuro con metilammina, seguita da idrogenazione catalitica, dissoluzione in etere e trattamento con acido cloridrico.

## Reattività e caratteristiche chimiche
L'indice di ritenzione di Kovats standard apolare è pari a 1660.

### Spettri analitici
- 1H NMR[15]
- 13C NMR[16]
- 1H-13C NMR
- GC-MS
- MS-MS[15]
- LC-MS[17]
- UV-VIS[18]
- FTIR[19]

## Farmacologia e tossicologia

### Farmacocinetica
La fenilefrina assunta per via orale è ampiamente metabolizzata dalla monoammina ossidasi, un enzima presente nella matrice extracellulare di tutto il corpo. Rispetto alla pseudoefedrina assunta per via endovenosa, la fenilefrina possiede una biodisponibilità ridotta e variabile: in genere non supera il 38%.
Il profilo di assorbimento della fenilefrina varia in base alla via di somministrazione:
- applicazione oftalmica: l'assorbimento avviene rapidamente attraverso la congiuntiva e la cornea, con un inizio d'azione entro pochi minuti;
- IV: garantisce una biodisponibilità immediata e completa, permettendo una rapida distribuzione sistemica;
- somministrazione rettale: è più lenta rispetto alle vie nasale e endovenosa, ma consente un assorbimento mucosale, con una concentrazione massima raggiunta in circa 30-60 minuti;
- somministrazione nasale: favorisce un assorbimento mucosale rapido, con picchi plasmatici raggiunti entro 15-30 minuti.

Queste differenze influenzano la velocità d'azione e l'efficacia terapeutica della fenilefrina a seconda della modalità di utilizzo. Dopo l'assorbimento, la fenilefrina penetra efficacemente nei tessuti ricchi di vasi sanguigni grazie alla sua natura lipofila, permettendo effetti sia centrali che periferici.
Le formulazioni oftalmiche limitano la distribuzione principalmente ai compartimenti oculari, provocando dilatazione pupillare senza un impatto sistemico significativo. Il volume di distribuzione allo stato stazionario della fenilefrina è di 340 L, un valore che supera il volume totale del corpo, indicando una distribuzione sostanziale.
I principali percorsi metabolici della fenilefrina includono:
- la coniugazione con solfato, che avviene principalmente nella parete intestinale;
- la deaminazione ossidativa, catalizzata dagli enzimi monoamino ossidasi (MAO)-A e MAO-B;
- la glucuronidazione.

L'escrezione renale è la principale via di eliminazione della fenilefrina, con la maggior parte del farmaco escreto immodificato nelle urine, indipendentemente dalla via di somministrazione. Per mantenere l'efficacia terapeutica, la breve emivita della fenilefrina, che è di circa 2,5-3 ore, richiede intervalli di dosaggio frequenti, soprattutto quando somministrata per via endovenosa.

### Farmacodinamica
La fenilefrina agisce principalmente come agonista selettivo dei recettori α-1-adrenergici, con minima o nessuna attività β-adrenergica. Il farmaco è dunque una scelta ottimale per aumentare la pressione arteriosa media, inducendo vasocostrizione sia nelle vene che nelle arterie e migliorando il precarico cardiaco, senza influenzare significativamente i miociti cardiaci.

### Effetti del composto e usi clinici
La FDA ha approvato il cloridrato di fenilefrina per fleboclisi per aumentare la pressione negli adulti con ipotensione clinicamente significativa, principalmente causata da vasodilatazione, in situazioni come shock settico o anestesia.
Il cloridrato di fenilefrina è anche un farmaco da banco utilizzato in formulazioni oftalmiche che favoriscono la midriasi e la vasocostrizione dei vasi sanguigni congiuntivali. Inoltre il farmaco viene utilizzato per trattare la rinite e viene aggiunto ai medicinali topici per le emorroidi.
Il composto viene occasionalmente utilizzato off-label come coadiuvante nei blocchi nervosi neuroassiali o periferici per trattare il priapismo e altre condizioni dove l'obiettivo è ottenere vasocostrizione localizzata e riduzione del flusso sanguigno.
Nella somministrazione endovenosa, la fenilefrina è spesso impiegata come vasopressore anestetico per pazienti con funzione cardiaca normale che manifestano ipotensione dovuta all'effetto vasodilatatore dei farmaci anestetici o a stati di shock non cardiaco.
L'American Urological Association raccomanda l'uso della fenilefrina intracavernosa per il trattamento del priapismo ischemico acuto. La FDA ha inoltre dichiarato che l'uso della fenilefrina orale come decongestionante è inefficace anche alle dosi standard di 10mg ogni 4 ore e a dosaggi più elevati. Tuttavia, questa decisione riguarda esclusivamente le formulazioni orali e non include le formulazioni nasali o altre preparazioni topiche.
La fenilefrina è emersa come il vasopressore preferito per la sua efficacia nel contrastare l'ipotensione frequentemente osservata nei pazienti ostetrici sottoposti ad anestesia spinale (60-70%). Sebbene la fenilefrina non sia il trattamento iniziale preferito per lo shock settico, è un farmaco accettabile nei casi di aritmie associare alla noradrenalia in presenza di elevata gittata cardiaca con ipotensione e come terapia di salvataggio in combinazione con farmaci inotropi e vasopressori, specialmente quando la vasopressina a basso dosaggio non permette di raggiungere la pressione arteriosa media richiesta.
Lo shock neurogeno derivante da un trauma acuto del midollo spinale può causare uno stato di vasodilatazione sistemica, spesso accompagnato da una gittata cardiaca preservata. In questi casi, la gestione delle lesioni richiede il mantenimento di MAP target più elevati, generalmente tra 85 e 90 mmHg, per garantire la perfusione del midollo spinale e ridurre il rischio di lesioni secondarie. Di conseguenza, la fenilefrina si rivela una scelta prudente e sicura per mantenere la stabilità emodinamica.
Recentemente, la fenilefrina è stata usata per trattare le condizioni di intolleranza ortostatica come la sindrome da tachicardia ortostatica posturale - dove attraverso l'attivazione di alfa 1 venoso gli adrenorecettori aumentano il ritorno venoso e il volume di ictus che migliora i sintomi.

#### Malattia emorroidaria
La malattia emorroidaria è causata dal rigonfiamento di vene nella zona rettale. La fenilefrina può essere applicata localmente per prevenire i sintomi della patologia poiché causa la contrazione della muscolatura liscia vascolare  alleviando così il dolore associato. Tuttavia le vene contengono meno muscolatura liscia nelle loro pareti, quindi il meccanismo con cui viene raggiunto il sollievo dal dolore è probabilmente correlato a qualcosa di diverso dalla sola contrazione muscolare. I prodotti per il trattamento della sintomatologia possono anche includere sostanze formanti una barriera protettiva sulla zona interessata, con conseguente diminuzione del dolore durante l'espulsione delle feci.

#### Dilatazione della pupilla
La fenilefrina viene utilizzata sotto forma di collirio per dilatare la pupilla onde facilitare la visualizzazione della retina. È spesso usata come sinergizzante in combinazione con tropicamide nei casi in cui questa da sola non sia sufficiente. Il glaucoma ad angolo chiuso è una controindicazione all'uso di fenilefrina. Come midriatico, è disponibile in percentuali comprese fra il 2,5% e il 10%. Le gocce di fenilefrina vengono immesse sull'occhio, dopo l'applicazione di un anestetico locale.

#### Priapismo
La fenilefrina viene utilizzata dagli urologi per trattare il priapismo. Il principio attivo viene diluito con normale soluzione salina e iniettato direttamente nei corpi cavernosi. Il meccanismo di azione consiste nel causare la costrizione dei vasi sanguigni afferenti al pene, causando così una diminuzione del ritorno venoso e di conseguenza il riempimenti dei corpi cavernosi stessi, alleviando il priapismo. La frequenza di somministrazione è di una iniezione ogni 3-5 minuti. Nel caso in cui la condizione non migliori entro 1 ora, viene presa in considerazione un'altra forma di terapia.

### Controidicazioni ed effetti collaterali
Le reazioni avverse più frequentemente riportate includono: nausea, vomito, mal di testa e nervosismo nei pazienti coscienti. A causa della sua stimolazione selettiva dei recettori α, la fenilefrina può indurre bradicardia riflessa mediata dai barocettori. In alcune popolazioni di pazienti, principalmente quelli ipovolemici con disfunzione cardiaca, la fenilefrina può aumentare l'afterload più del preload, riducendo la gittata cardiaca e potenzialmente aggravando condizioni come angina, insufficienza cardiaca e ipertensione polmonare. A causa del suo effetto vasocostrittore, la fenilefrina può causare grave necrosi se si infiltra nei tessuti circostanti.

#### Cardiaci
L'effetto collaterale principale della fenilefrina è l'ipertensione. Le persone affette da ipertensione arteriosa generalmente dovrebbero evitare i prodotti che la contengono. Poiché questo farmaco è un'ammina simpaticomimetica senza attività β-adrenergica, la sua assunzione non aumenta la forza di contrattilità e la gittata del muscolo cardiaco. Può aumentare la pressione sanguigna con conseguente rallentamento della frequenza cardiaca, attraverso la stimolazione dei barocettori vascolari (probabilmente carotidei). Un effetto collaterale di comune riscontro, durante la somministrazione endovenosa, è la bradicardia riflessa. Le gocce oculari a bassa concentrazione non causano variazioni della pressione sanguigna e le variazioni con le gocce più alte non durano a lungo.

#### Altri
L'ipertrofia prostatica può essere aggravata sia dall'uso saltuario che cronico poiché la fenilefrina può portare a iperemia. Le persone con anamnesi di ansia o disturbi di panico o che assumono farmaci anticonvulsivanti per l'epilessia, non dovrebbero assumere questa sostanza. L'interazione farmacologica potrebbe produrre convulsioni. Alcuni pazienti hanno accusato problemi di stomaco, gravi crampi addominali e vomito, legati all'assunzione di questo farmaco. A causa della mancanza di studi condotti su animali e nell'uomo, non è noto se ci siano danni al feto associati all'uso di fenilefrina in gravidanza. La fenilefrina deve essere somministrata solo in donne gravide che ne hanno certificato bisogno. L'uso prolungato può causare rinite medicamentosa.

### Tossicologia
Non esiste un antidoto noto per la fenilefrina endovenosa. L'ipertensione causata da sovradosaggio o da una risposta esagerata è generalmente transitoria, grazie alla breve durata d'azione del composto.
| Organismo | Test | Somministrazione | Dose        | Effetti |
| --------- | ---- | ---------------- | ----------- | --- |
| Donna     | TDLo | oculare          | 188 ug/kg   | elevazione della pressione arteriosa non sempre caratterizzata nella sezione autonoma                                             |
| Infante   | TDLo | oculare          | 5.500 ug/kg | elevazione della pressione arteriosa non sempre caratterizzata nella sezione autonoma                                             |
| Ratto     | DL50 | sc               | 28 mg/kg    | |
| Ratto     | DL50 | orale            | 350 mg/kg   | |
| Ratto     | DL50 | id               | 65 mg/kg    | |
| Topo      | LDLo | ip               | 60 mg/kg    | effetti cardiaci |
| Topo      | DL50 | iv               | 38 mg/kg    | cambiamenti nell'attività motoria, aumento della frequenza cardiaca senza calo della pressione sanguigna, effetti su pelle e peli |
| Topo      | DL50 | sc               | 875 mg/kg   | |

### Interazioni
I seguenti farmaci aumentano gli effetti del composto: propanololo, clonidina, amitriptilina, atomexetina, prednisone, MAO inibitori e alcaloidi del C. purpurea. Invece le fenotiazine (es. clorpromazina) e gli antagonisti α-1-adrenergici ne riducono gli effetti.
L'uso della fenilefrina in combinazione con pilocarpina può influenzare la midriasi e la pressione intraoculare. La somministrazione di una soluzione al 10% di fenilefrina cloridrato a pazienti pretrattati con pilocarpina al 2% provoca midriasi, ma in misura inferiore rispetto ai pazienti che non ricevono il miotico. La fenilefrina può inoltre ridurre la congestione ciliare e congiuntivale, oltre a contrastare la miopia accomodativa spesso associata ai miotici. Questo effetto si ottiene senza compromettere l'efficacia della terapia per il glaucoma.
La somministrazione concomitante di fenilefrina con farmaci antimuscarinici cicloplegici (es. atropina solfato, ciclopentolato cloridrato, omatropina idrobromuro o scopolamina idrobromuro) provoca un'aumentata dilatazione della pupilla.